# Kazhak
Kazhak (persiska: کژک, Kazhūk) är en ort i Iran.   Den ligger i provinsen Kermanshah, i den västra delen av landet, 400 km väster om huvudstaden Teheran. Kazhak ligger 1 512 meter över havet och antalet invånare är 226.
Terrängen runt Kazhak är kuperad åt sydost, men åt nordväst är den platt. Runt Kazhak är det ganska tätbefolkat, med 139 invånare per kvadratkilometer. Närmaste större samhälle är Sarāb-e Sar Fīrūzābād, 10,7 km öster om Kazhak. Trakten runt Kazhak består till största delen av jordbruksmark.